# Heil- und Pflegeanstalt Lindenhaus

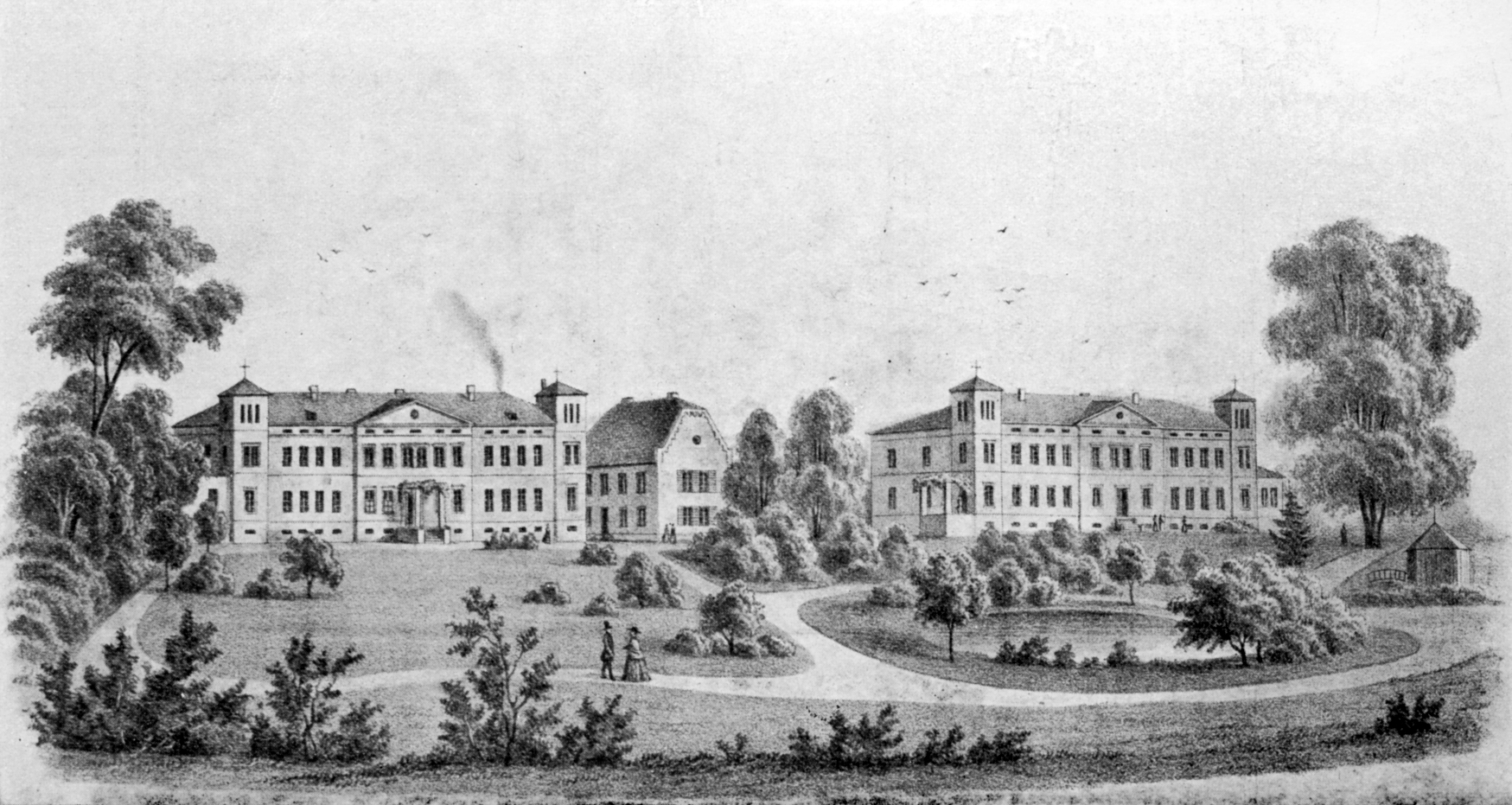
Lindenhaus um 1860:
Frauenhaus, Direktorenhaus, Männerhaus

Das Lindenhaus in Brake, heute Stadtteil von Lemgo, war eine im 19. Jahrhundert gegründete Heil- und Pflegeanstalt für Geisteskranke. Die Irrenanstalt bei Brake bestand bis 1951, ihre erhaltenen gebliebenen Gebäude werden heute unterschiedlich genutzt und stehen unter Denkmalschutz.

## Geschichte

### Vorgeschichte
Pauline von Anhalt-Bernburg heiratete am 2. Januar 1796 Fürst Leopold I. zur Lippe. Bei Leopold war bereits 1790 eine Geisteskrankheit ausgebrochen, von der er sich nur langsam erholt hatte. Im März 1802 kehrte die Krankheit zurück, er starb am 4. April 1802. Pauline übernahm von da an die Regierungsgeschäfte in Vertretung ihres erst sechsjährigen Sohnes Leopold II. Sie war eine gebildete, vielgereiste Frau, die ein besonderes Interesse für soziale Einrichtungen zeigte. Nicht zuletzt der getrübte Geisteszustand ihres Ehemanns dürfte daher zu dem Entschluss beigetragen haben, eine humanitäre Anstalt für die „Irrenpflege“ einzurichten. Zu ihrer Zeit war es üblich, Geisteskranke wie Gesetzesbrecher wegzusperren. In Detmold wurde dafür das Zuchthaus am Bruchberg genutzt. Vom Medizinal- und Hofrat Johann Friedrich Christian Scherf holte sie 1803 ein Gutachten zur Errichtung einer Irrenanstalt ein. Als Standort war die leerstehende Burg Horn vorgesehen. Sie erwies sich aber wegen der notwendigen Umbauarbeiten und des begrenzten Geländes um die Burg als ungeeignet.
1804 starb Charlotte Clementine zur Lippe, Äbtissin des Damenstifts St. Marien zu Lemgo und Bewohnerin von Schloss Brake. Das Schloss samt Gartengelände fiel an das Fürstenhaus zurück. Wollte Pauline die Anstalt erst in den Mauern des Schlosses unterbringen, ließ sie sich von Scherf und nach eigenen Studien davon überzeugen, dass es besser sei, die Anlage im weitläufigen Garten unterzubringen. Als erste Anstaltsgebäude sollten die Orangerie und das aufgestockte Gärtnerhaus dienen.
Wie so oft in dem kleinen Fürstentum bremsten Probleme mit der Finanzierung die Pläne aus. Der Landtag verweigerte 1805 eine finanzielle Unterstützung, Adel und Städte lehnten eine Erhöhung der Verbrauchssteuer auf Wein- und Branntwein ab. So bildete Pauline selbst einen Irrenhausfonds, in den Spenden und Einkünfte aus dem Domanialbetrieb und einer Tontine flossen.
Zur Aufstockung des Gärtnerhauses wurden Steine aus dem Westflügel des Braker Schlosses genommen, der von Kammerrat Gerke als baufällig bezeichnet und abgebrochen wurde.

### Anstaltsjahre bis 1933

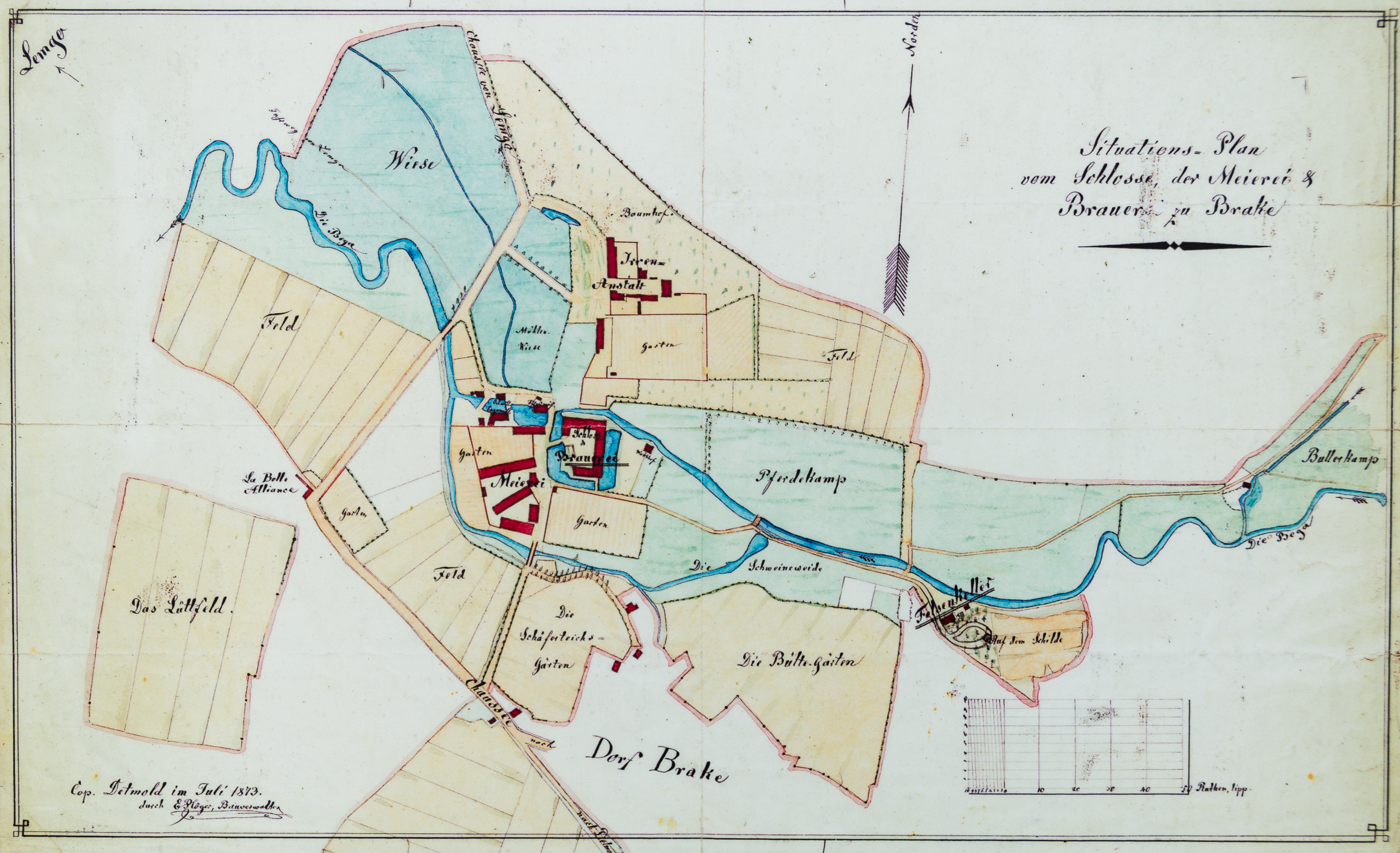
Situationsplan von Schloss und Meierei, 1873

Lageplan, um 1910

Die Anstalt wurde am 23. September 1811 mit der Aufnahme der ersten beiden Patienten eröffnet, dem Bauern Heinrich Pauk aus Asemissen und der Bäuerin Sophie Müller aus Berlebeck. Die „Irren-Heil- und Pflegeanstalt zu Brake“ war damit – 31 Jahre vor der Eröffnung von Illenau – vermutlich die erste Einrichtung ihrer Art auf heutigem deutschen Gebiet, die nicht zur Aussonderung von Geisteskranken aus der Gesellschaft diente, sondern ihnen tatsächlich therapeutische Hilfe zukommen ließ. Zum Anstaltsarzt wurde Johann Ludolph Albert Focke aus Lemgo ernannt. Bis zum Jahresende erhöhte sich die Zahl der Patienten auf acht. Sie wurden in den ersten Jahren im Gärtnerhaus, getrennt nach Männern und Frauen, untergebracht. „Rasende“ Patienten kamen in einen von acht Isolierräumen in der ehemaligen Orangerie. Die Zahl der Anstaltsinsassen wuchs kontinuierlich, weswegen ab 1818 auch die Orangerie aufgestockt wurde und damit Heilbare („Gemüthskranke“) und Unheilbare („Wahnsinnige“) getrennt werden konnten.
Ein drittes Gebäude entstand 1828, es diente in erster Linie der Verwaltung und enthielt zusätzlich Dienstwohnungen. Es wurde später zum Wohnhaus des Direktors. Als Nachfolger Fockes kam 1844 sein Enkel Eduard Meyer ans Lindenhaus. Er hatte zuvor Erfahrungen in Illenau gesammelt. Meyer war ab 1846 erstmals auch gleichzeitig Direktor der Anstalt und blieb dies bis zu seinem Tod im Jahr 1884. In seiner Amtszeit erfolgten umfassende Erweiterungen der Anstaltsbauten. Die Geschlechter wurden baulich getrennt, die Frauenabteilung erhielt in den Jahren 1852–1854 ein eigenes Gebäude (später als Frauenhaus 1 bezeichnet). Das bisherige Hauptgebäude stand damit allein für die Männer zur Verfügung und wurde 1856–1857 umgebaut. 1867 entstand das Waschhaus, die „Tollklausen“ kamen in Anbauten der Krankenhäuser, sodass die bisherigen Zellen für die Hauswirtschaft umgenutzt werden konnten. Die Gärtnerei erhielt zwei Gewächshäuser, in den durch Anpachtungen vergrößerten Gartenanlagen wurde Obst und Gemüse angebaut. In der zwischen 1862 und 1864 erbauten Scheune hielten eine Schweinemast, eine Geflügelzucht und ein Milchviehbestand Einzug. Dies alles diente der Selbstversorgung der Anstalt, die landwirtschaftlichen Dienste wurden von den Insassen geleistet. 1875 wurde das Gebäudeensemble schließlich noch durch eine Kapelle ergänzt.
Auf Meyer folgte Christian Roller als Anstaltsleiter, Sohn des Illenau-Gründers Christian Friedrich Wilhelm Roller. Roller setzte die baulichen Erweiterungen seines Vorgängers fort, ließ Pavillons, ein Obduktionshäuschen und einen neuen Stall bauen. Unter seiner Leitung wurden außerdem Kurbäder und Freiluft-Liegekuren eingeführt. Auch erhielt die Anstalt im Jahre 1890 den Namen Lindenhaus. Krankheitsbedingt musste er 1896 sein Amt niederlegen. Während ihm einer seiner späteren Nachfolger, Wilhelm Alter, ein gutes Zeugnis ausstellt, verfasste Kurt von Köppen, der Ende 1895 für drei Monate als Arzt unter Roller beschäftigt war, eine Schmähschrift, in der er weder mit Kritik an Roller noch an der Anstalt als solcher spart.
Auch unter Wilhelm Wagemann aus Lengerich wurden ab 1896 die Umbau- und Modernisierungsmaßnahmen weitergeführt. Es entstanden die Männerhäuser 2 bis 4 und die Frauenhäuser 3 bis 4 für jeweils 30 bis 40 Patienten. Die Gebäude waren mit Zentralheizung und elektrischem Licht ausgestattet, zudem wurde die gesamte Anstalt an die Wasserversorgung angeschlossen. Erstmals überstieg nun die Kapazität der Einrichtung den Bedarf des Landes Lippe. Wie sein Vorgänger erkrankte Wagemann vor Vollendung seiner Pläne, er starb 1905.
Wilhelm Alter übernahm die Anstaltsleitung am 1. April 1906. Alter trieb die Modernisierungsarbeiten voran und ließ wegen der unzuverlässigen Wasserversorgung nördlich des Maschinenhauses einen Wasserturm aufstellen. Außerdem erhielten alle Häuser Anschluss an ein Telefonnetz und die Kanalisation. Im westlichen Teil entstand eine Kläranlage. Ein wesentliches Verdienst Alters war die Anmietung eines Kolonats im Dorf Entrup, in den auch die Viehzucht mit Ausnahme der Schweinemast ausgelagert wurde. Während des Ersten Weltkriegs boten die Ländereien die Möglichkeit der Arbeitstherapie, aufgrund der landwirtschaftlichen Erträge musste im Lindenhaus kein Patient verhungern. Die Anstalt hatte während des Kriegs eine der niedrigsten Sterblichkeitsraten unter den deutschen „Irrenanstalten“.

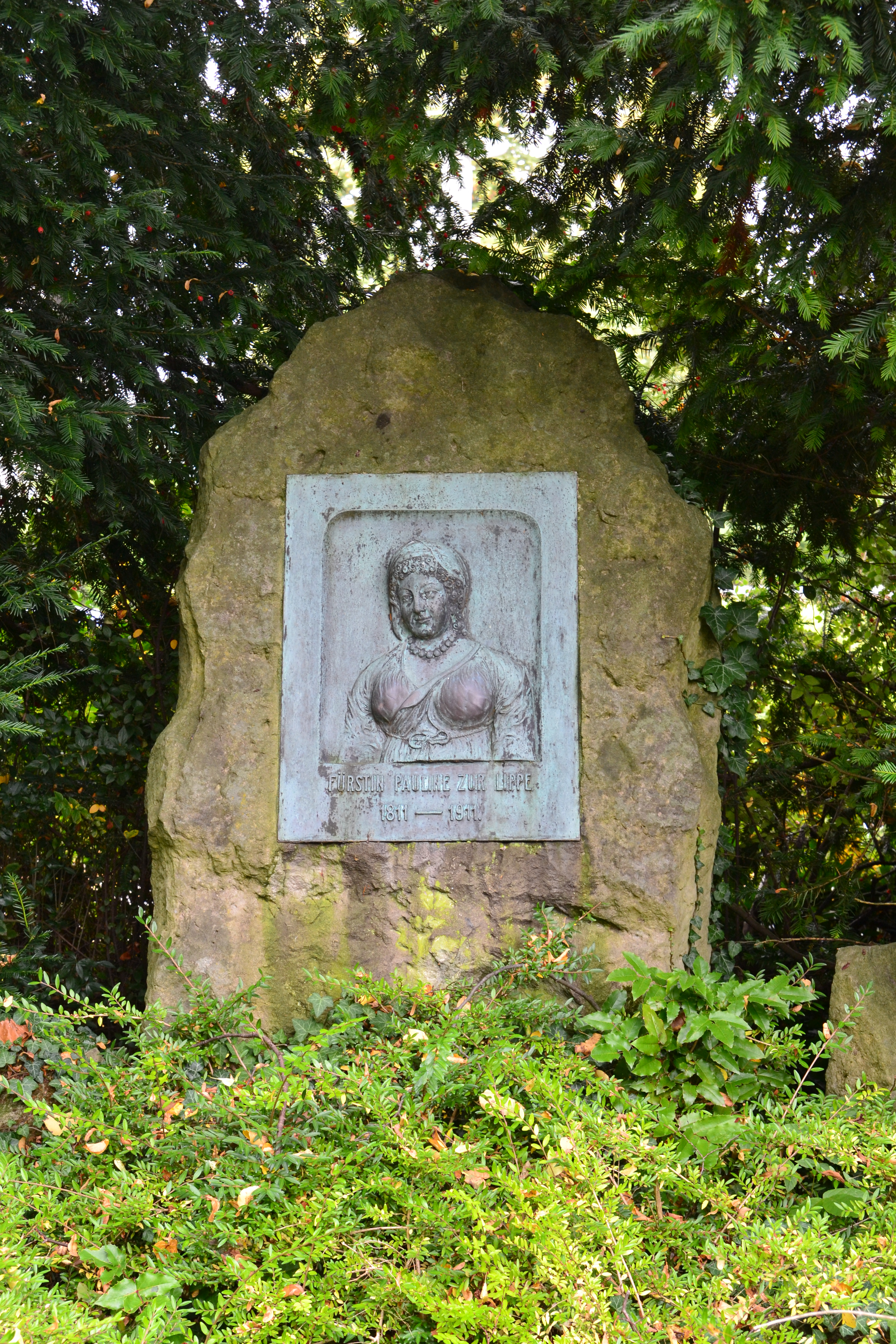
Denkmal für Fürstin Pauline (1911)

1908 wurde die Heil- und Pflegeanstalt von der bisherigen Stiftungsform in den Besitz des Landes Lippe überführt und nannte sich fortan Fürstlich Lippische Heil- und Pflegeanstalt Lindenhaus. 1911, zum 100-jährigen Jubiläum des Lindenhauses, wurde auf dem Gelände ein Denkmal zu Ehren Paulines aufgestellt. Das lippische Fürstenpaar nahm die Einweihung persönlich vor.
Dem Lindenhaus drohte 1921 die Auflösung. Die Heilanstalt arbeitete defizitär und benötigte im Rechnungsjahr 1921/1922 staatliche Zuschüsse zwischen 1,5 und 2 Millionen Mark. Es wurde ein Gutachten des Marburger Psychiaters Maximilian Jahrmärker eingeholt. In der Folge blieb die Anstalt bestehen, sollte aber mehr Patienten aus Regionen außerhalb Lippes aufnehmen und damit eine höhere Auslastung erreichen.
Wilhelm Alter wechselte 1922 an die Düsseldorfer Krankenanstalten. Als Nachfolger für den vakanten Direktorenposten bewarb sich Erich Friedlaender, der seit Juni 1914 als Arzt im Lindenhaus arbeitete. Die Position wurde jedoch nicht direkt besetzt, stattdessen ernannte man den Oberarzt Georg Müller, seit Oktober 1908 am Lindenhaus, zum Vertreter des Direktors. Friedlaender sollte ihn unterstützen, die Direktorialzulage wurde im Verhältnis 2:1 aufgeteilt. Nach Besserung der Haushaltslage entschloss sich die Lippische Regierung im Jahr 1926, den Direktorenposten wieder auszuschreiben. Es bewarben sich Friedlaender und Müller. Aufgrund einer Beurteilung des Gütersloher Arztes Hermann Simon, der in der Zeit zwischen 1922 und 1927 das Lindenhaus regelmäßig besuchte, erhielt Friedlaender am 1. Juli 1927 die Ernennung zum Direktor. Unter Friedlaender hatte das Lindenhaus seine maximale Belegung mit 530 Patienten und 107 Mitarbeitern.
Infolge der Machtergreifung der Nationalsozialisten setzte auch in Lippe eine Kampagne gegen jüdische Mitbürger ein. Seine jüdische Abstammung wurde Friedlaender zum Verhängnis, er erhielt am 27. März 1933 das Entlassungsschreiben aus Dienst und Beamtentum aus rassischen und politischen Gründen und emigrierte später nach Australien.
Ihm folgte der Kreisarzt Wilhelm Theopold als kommissarischer Leiter.

### NS-Zeit
Wilhelm Theopold war Lemgoer Kreismedizinalrat und Chef der Inneren Abteilung des Lemgoer Krankenhauses Wolff’sche Stiftung. Mit der Behandlung psychisch Kranker hatte er kaum Erfahrung, und der erneut übergangene Georg Müller betrachtete die Berufung Theopolds als persönliche Beleidigung und Entwertung der direktorialen Tätigkeit. Grund für die Einsetzung Theopolds war vermutlich die Beurteilung durch den Leiter der Fürsorgeabteilung, Oberregierungsrat Hermann Corvey. Theopold war kein NSDAP-Mitglied, verhielt sich aber, wie man es von ihm erwartete: Er meldete psychisch Kranke aufgrund des Gesetzes zur Verhütung erbkranken Nachwuchses, beantragte eine Operationserlaubnis für Sterilisationen im Lindenhaus, bemühte sich 1934 um eine „Erbkrankensichtungsstelle für Jugendliche“ und 1936 zusammen mit Amtsarzt Otto Augener um die Einrichtung der „erbbiologischen Landeszentrale“ im Lindenhaus.
1936/1937 gab es vom Reichsinnenministerium einen Erlass, dass Personen, die nach dem 20. Januar 1933 Mitglied in einer Freimaurerloge waren, von der Beamtenlaufbahn ausgeschlossen werden sollten. Eine Prüfung im Juni 1937 beendete Theopolds Karriere: Er war zeitweise Mitglied in drei Logen und hatte in der Loge „Zur Rose am Teutoburger Wald“ den höchsten Rang erreicht. Statt fortan nur noch als Assistenzarzt zu arbeiten, ließ er sich im Alter von 57 Jahren in den Ruhestand versetzen.
Nun bot sich eine weitere Chance für Georg Müller auf den Direktorenposten. Müller war seit Mai 1933 Mitglied der NSDAP und fügte seiner Bewerbung, in dem er die Bevorzugung des „Juden Friedlaender“ und die „Unterbringung“ Theopolds beklagte, eine Empfehlung des Gauamtsleiters Walter Steinecke bei. Tatsächlich erhielt er seine Ernennung im Dezember 1938. Müller befürwortete die Sterilisationspolitik der Nationalsozialisten. Er war auch als Gutachter bezüglich Erbgesundheitssachen tätig, sprach sich aber gelegentlich gegen eine Sterilisation aus.
Im Unterschied zu vielen seiner Kollegen weigerte sich Georg Müller aber nach dem Anlaufen der Aktion T4, dem systematischen Töten von Menschen mit geistigen und körperlichen Behinderungen, die entsprechenden Meldebögen auszufüllen. Dem Druck der Regierung setzte er sein Gewissen, seinen christlichen Glauben und den hippokratischen Eid entgegen. Am 21. August 1941 wurde er vorläufig in den erzwungenen Ruhestand versetzt. Da jedoch keine anderen Ärzte verfügbar waren, die ihn ersetzen konnten, blieb er im Lindenhaus und wurde Ende 1942 sogar wieder in Dienst gestellt. Er führte die Anstalt bis zum 1. April 1946. Müller musste sich zwar nach dem Krieg gegenüber dem Überprüfungsausschuss rechtfertigen und Stellungnahmen zu seinen Mitarbeitern abgeben, wurde aber nicht verurteilt.
Nach heutigen Erkenntnissen gab es im Lindenhaus während der Zeit des Nationalsozialismus keine geplanten Tötungen. Die Sterbequote war dennoch hoch, als häufigste Todesursachen wurden Tuberkulose und Dysenterie erfasst, Folge von Hunger und mangelhaften hygienischen Verhältnissen. Dazu kam, dass in der Anstalt zahlreiche Patienten aus der Stiftung Eben-Ezer aufgenommen wurden, die bereits vorerkrankt waren und das Personal überforderten.
Zudem gab es 1940 eine Überstellung psychisch kranker jüdischer Patienten aus Norddeutschland und Westfalen in die Heilanstalt Wunstorf. Diese Patienten wurden am 27. September 1940 in die Tötungsanstalt Brandenburg deportiert und dort ermordet. An die Schicksale der sechs Lindenhaus-Insassen erinnern Stolpersteine vor dem Gebäude der ehemaligen Orangerie:

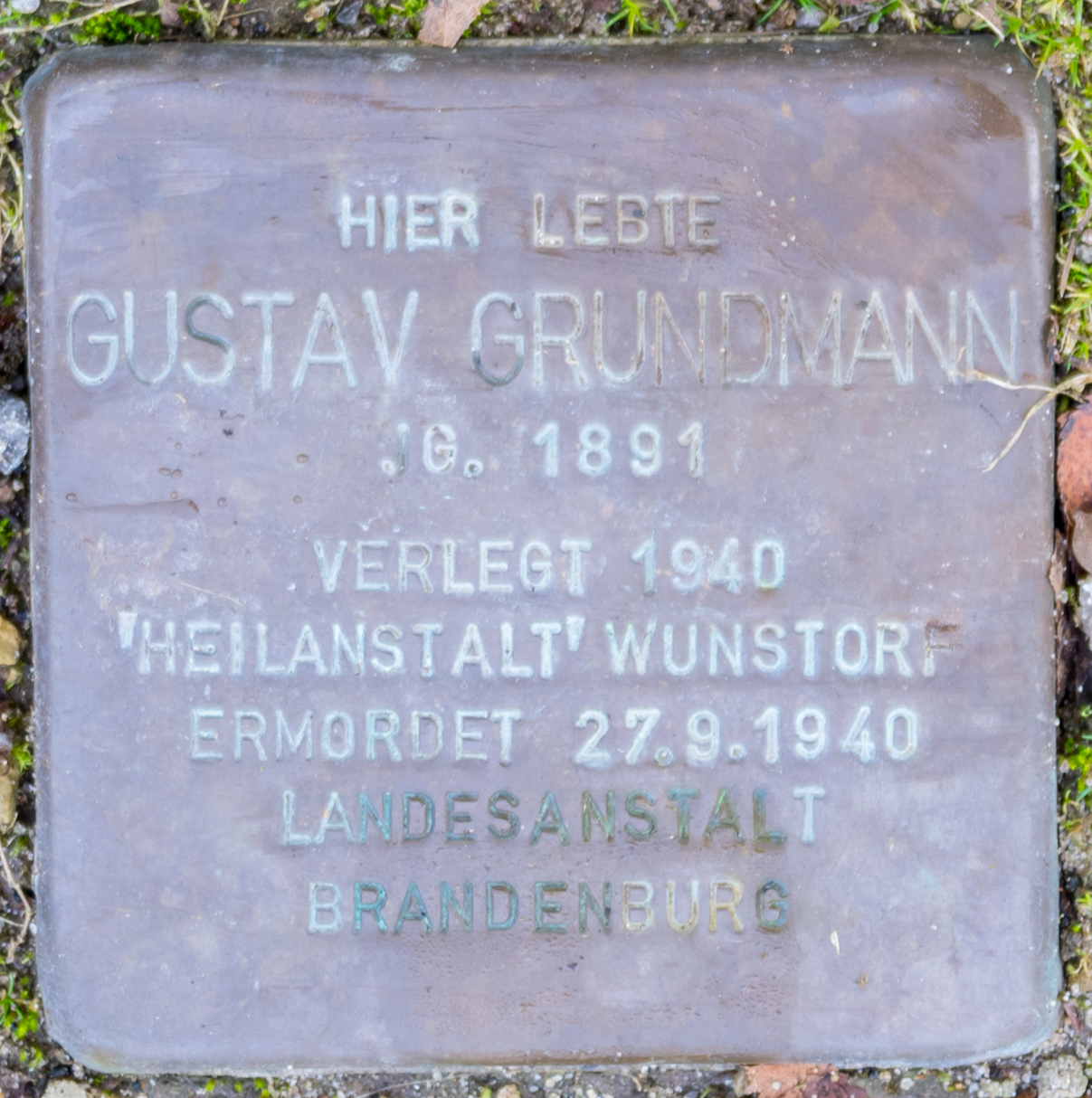
Gustav Grundmann (1891–1940)
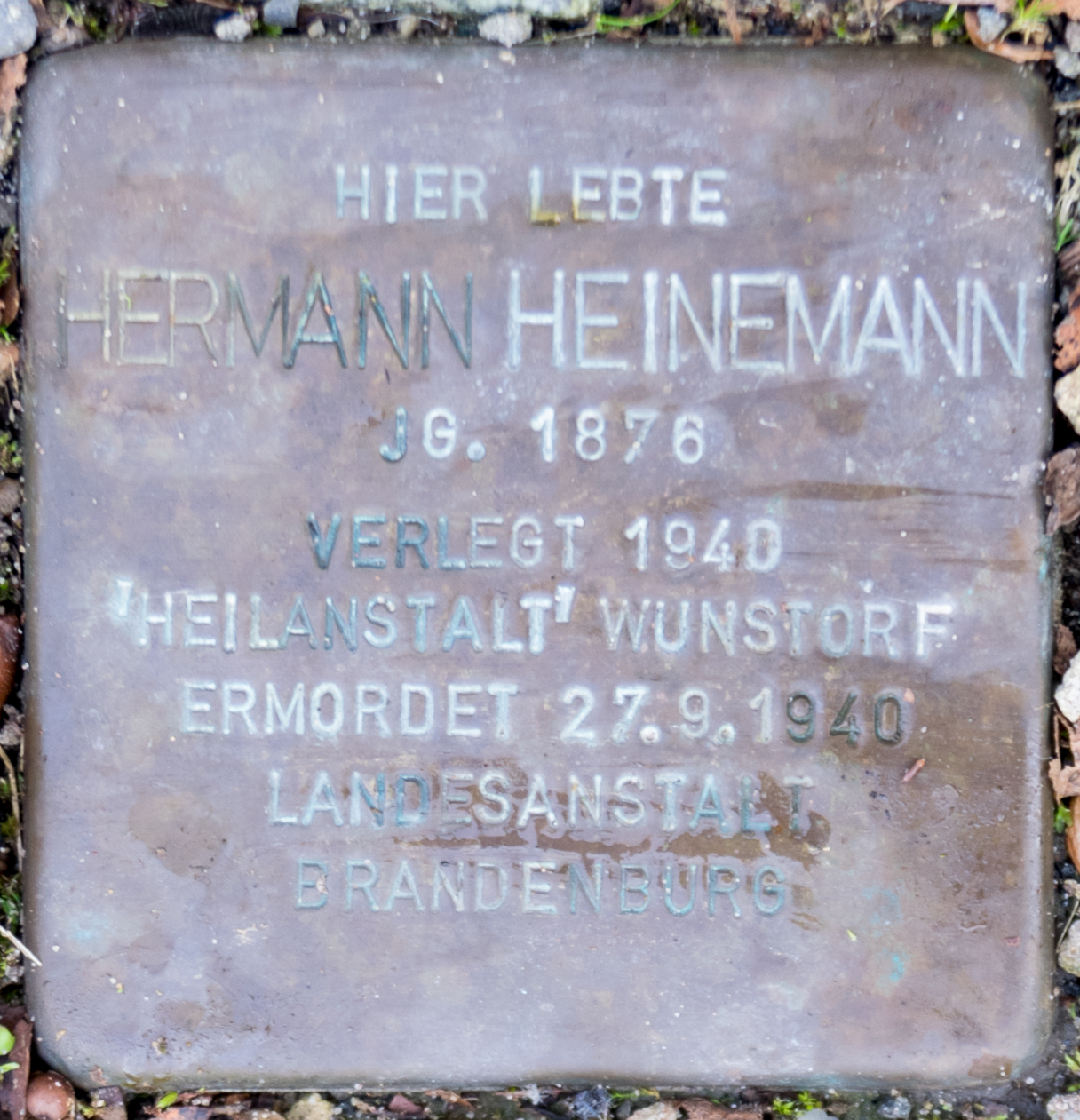
Hermann Heinemann (1876–1940)
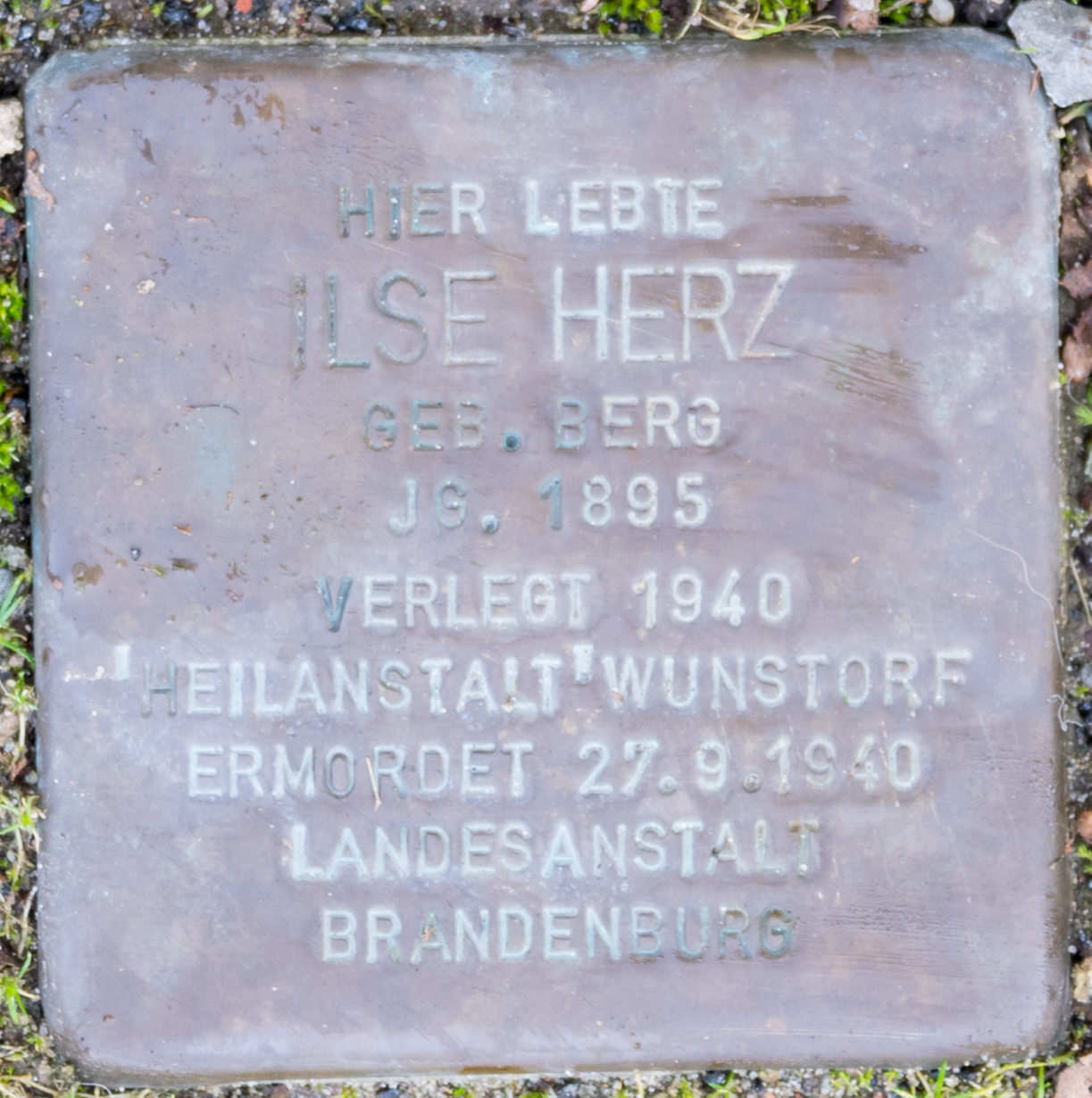
Ilse Herz (1895–1940)
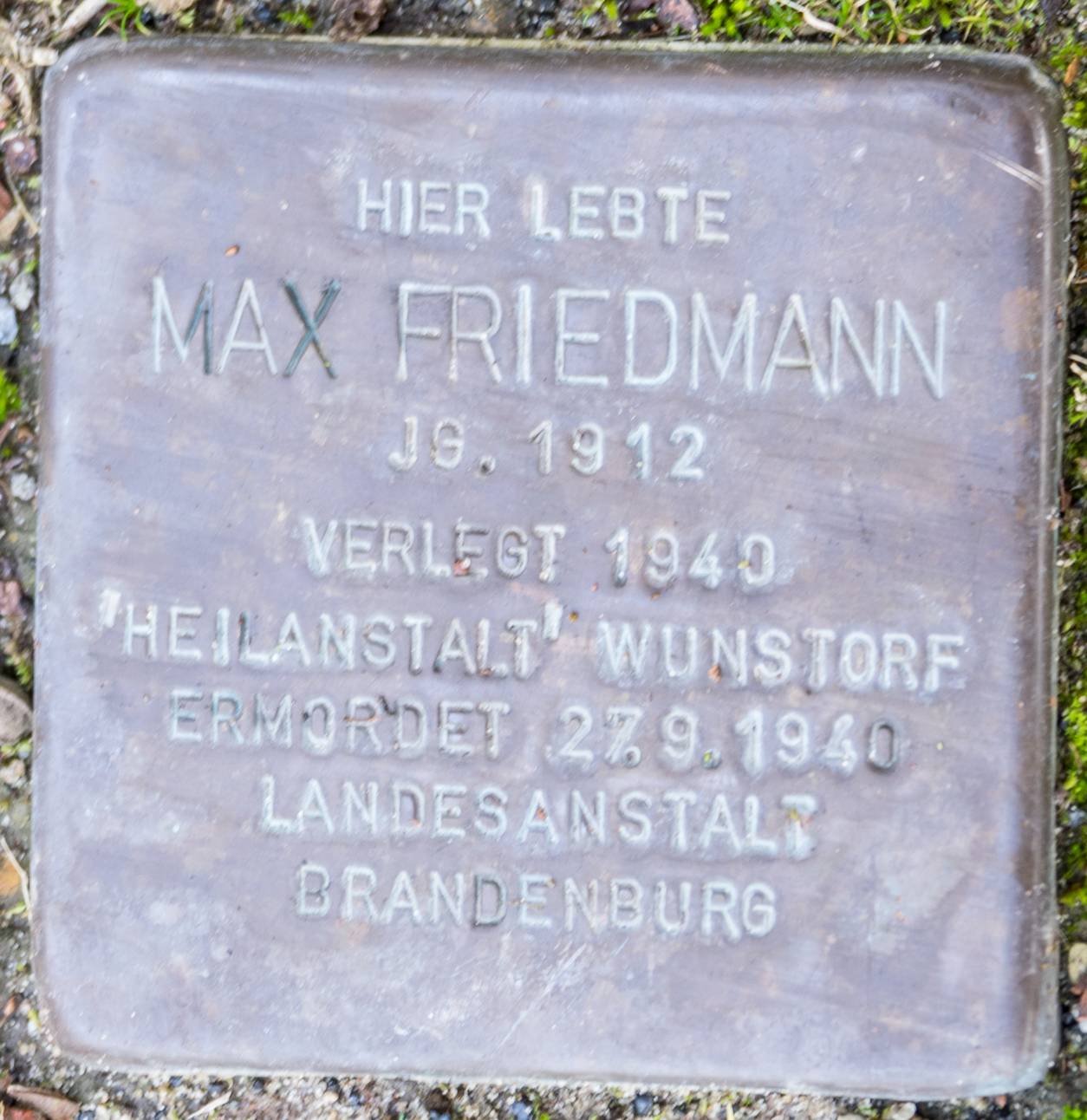
Max Friedmann (1912–1940)
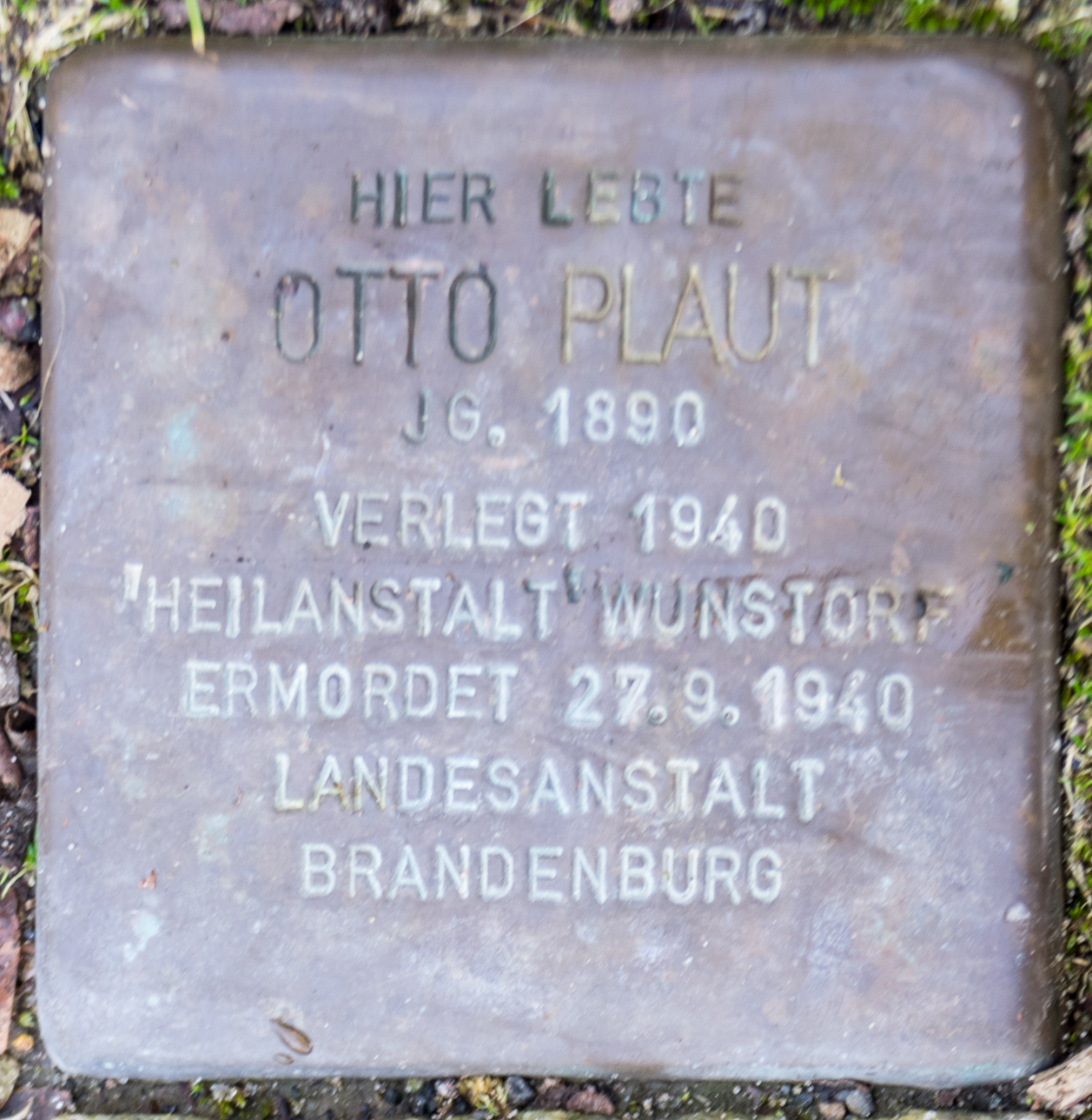
Otto Plaut (1890–1940)
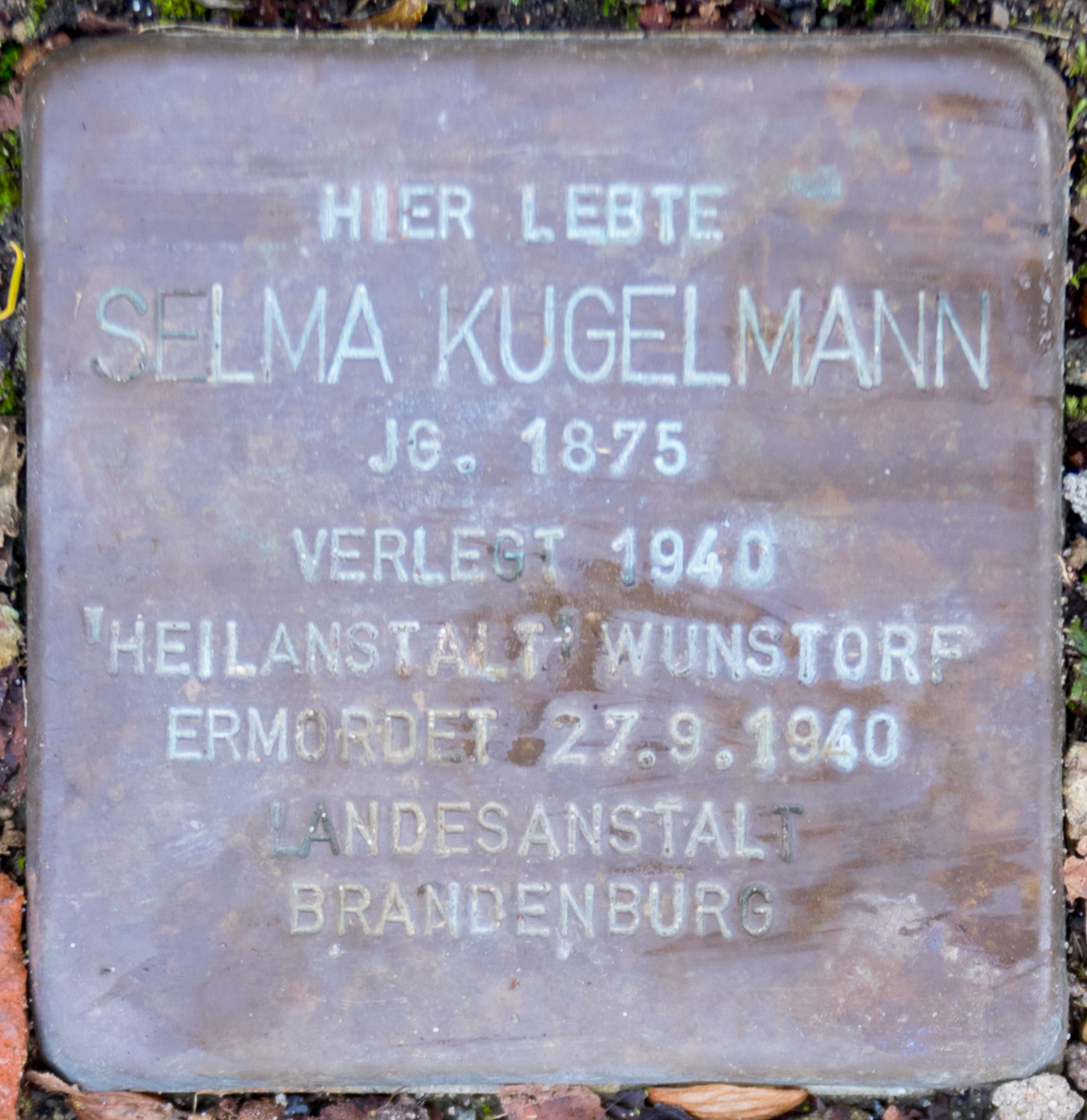
Selma Kugelmann (1875–1940)

### Nachkriegszeit
Letzter Leiter des Lindenhauses war Gerhard Bornebusch. Er arbeitete in den Jahren 1939 bis 1945 in der Nervenklinik Schwerin-Sachsenberg und tat sich ab 1941 als Euthanasie-Gegner hervor. Er floh mit seiner Familie im Mai 1945 nach Detmold, trat als Unbelasteter eine Stelle im Lindenhaus an und wurde 1946 dessen Leiter. In dieser Position oblag ihm 1951 die Aufgabe, die Anstalt aufzulösen. Die Patienten wurden in die Kliniken Gütersloh, Marsberg und Ilten verlegt.
Die Schließung erfolgte aus wirtschaftlichen Gründen. Die Bausubstanz war über Jahrzehnte vernachlässigt worden, und ein Weiterbetrieb hätte umfangreiche Sanierungen und Umbauarbeiten erforderlich gemacht. Anschließend wurden die Gebäude unter anderem als Katasteramt, Forstamt und Altenheim genutzt.
Die Bedeutung der Anstalt verschwand aus dem öffentlichen Bewusstsein. Erst 1997 machte der Bauhistoriker Rolf Harmening in einem Vortrag mit dem Thema „Vom gräflichen Lustgarten zum ‚Tollhaus‘ – Das Lindenhaus im Wandel der Geschichte – Wider das Vergessen einer großen Institution“ auf das Lindenhaus aufmerksam. Aufgrund seines denkmalpflegerischen Gutachtens erfolgte schließlich die Aufnahme in die Lemgoer Denkmalliste zum 19. Oktober 1998.

## Medizinische Anstaltsleiter
- 1811–1844: Johann Ludolph Albert Focke
- 1844–1884: Eduard Meyer
- 1884–1896: Christian Roller
- 1896–1905: Wilhelm Wagemann
- 1906–1922: Wilhelm Alter
- 1927–1933: Erich Friedlaender
- 1933–1937: Wilhelm Theopold
- 1938–1946: Georg Julius Müller
- 1946–1951: Gerhard Bornebusch

## Heutiger Objektbestand
| Adresse          | Baujahr                                             | ursprüngliche Nutzung           | heutige Nutzung                                    | Bild |
| ---------------- | --------------------------------------------------- | ------------------------------- | -------------------------------------------------- | ---- |
| Am Lindenhaus 1  | 1934                                                | Kapelle                         | Kapelle                                            |      |
| Am Lindenhaus 6  | 1892                                                | Männerhaus I (Landhaus)         | privat/Wohnhaus                                    |      |
| Am Lindenhaus 7  | 1902–1905                                           | Frauenhaus IV                   | privat/Wohnhaus                                    |      |
| Am Lindenhaus 9  | 1902–1905                                           | Frauenhaus III                  | privat/Wohnhaus                                    |      |
| Am Lindenhaus 10 | 1898–1900                                           | Männerhaus III                  | privat/Wohnhaus                                    |      |
| Am Lindenhaus 12 | 1898–1900                                           | Männerhaus IV                   | privat/Wohnhaus                                    |      |
| Am Lindenhaus 13 | 1889                                                | Frauenhaus II, Verbindungshalle | privat/Wohnhaus                                    |      |
| Am Lindenhaus 14 | 1899                                                | Männerhaus II                   | inab des bfw                                       |      |
| Am Lindenhaus 20 | 1864 (Scheune), 1892 (Männerhaus V)                 | Scheune, Männerhaus V           | Kindertagesstätte                                  |      |
| Am Lindenhaus 21 | 1854                                                | Frauenhaus I                    | Kommunales Rechenzentrum Minden-Ravensberg/Lippe   |      |
| Am Lindenhaus 22 | 1702 (Orangerie)/1818 (Aufstockung), 1875 (Kapelle) | Kochküche (Orangerie), Kapelle  | Institut für Kompetenzförderung der Hochschule OWL |      |